# فرودگاه رابرتسون
فرودگاه رابرتسون  (به انگلیسی: Robertson Airfield) یک فرودگاه همگانی است که یک باند فرود آسفالت دارد و طول باند آن ۱۶۰۰ متر است. این فرودگاه در کشور آفریقای جنوبی قرار دارد و در ارتفاع ۱۹۵ متری از سطح دریا واقع شده است.